# شکردره (پاکستان)

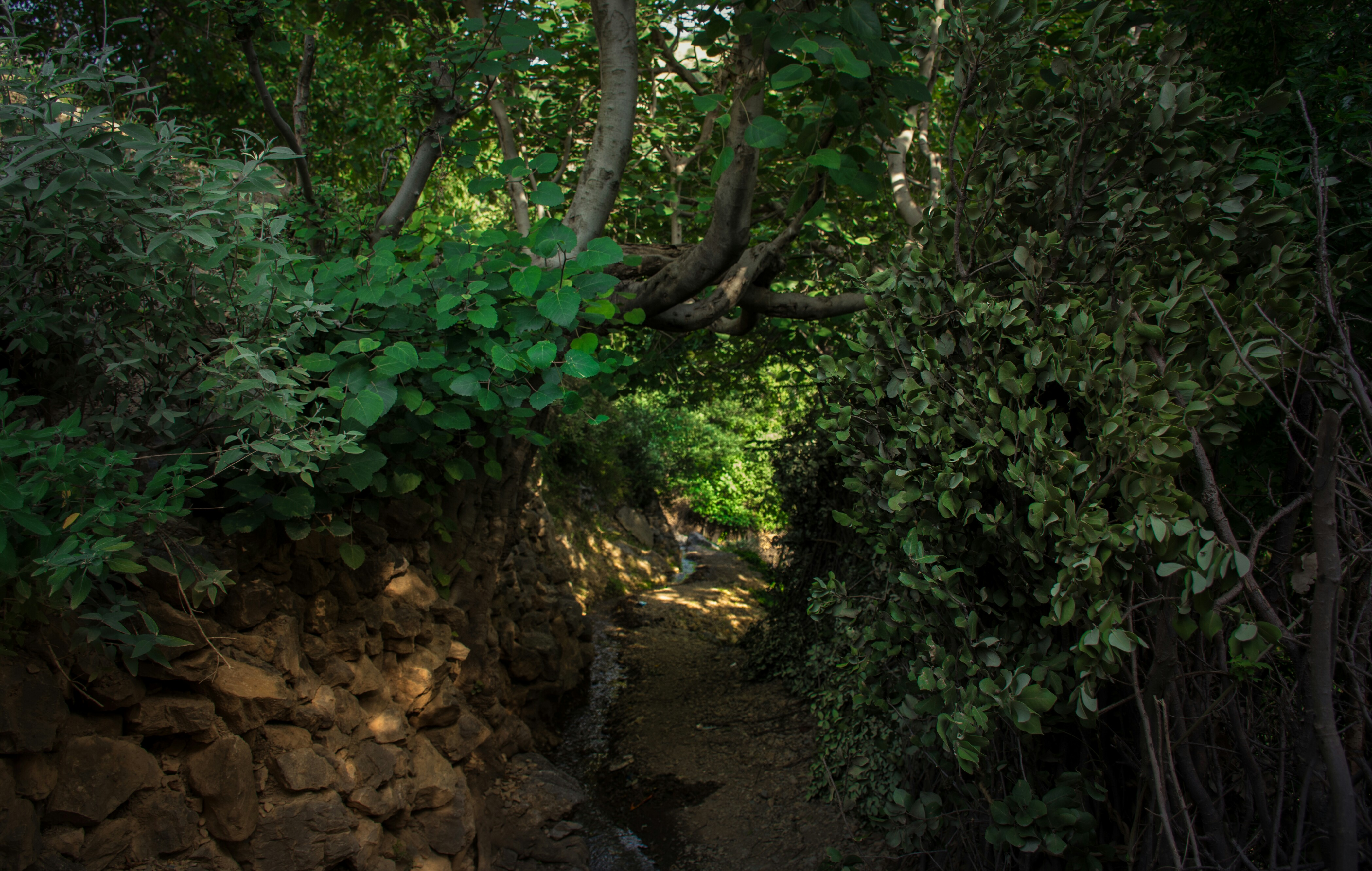
نمایی از شکردره، روستایی در منطقه کوهات، پاکستان - ۲۰۱۶

شکردره روستایی در منطقه کوهات در ایالت خیبر پختونخوا در پاکستان است. این روستا برای مخازن گاز و نفتش معروف است.
شرکت توسعه نفت و گاز اخیراً موفق به کشف چهار حوضه نفتی در شکردره شد که ظرفیت تولید روزانه ۱۲۰۰ بشکه  نفت و حدود ۱۴۰۰۰۰ متر مکعب گاز را دارد.

## جنجال
دادخواستی برای قطع تامین نفت به پنجاب به دادگاه عالی پیشاور ارائه شده است. این دادگاه موضوع را به دولت و مذاکراتش با شرکت توسعه نفت و گاز و شرکت خطوط گاز شمال پاکستان واگذار کرده است.

## آب و هوا
شکردره دارای آب و هوای گرم در تابستان و سرد در زمستان است. گرمترین ماهها مه، ژوئن ، ژوئیه و اوت است که حرارت به ۴۰ درجه سانتیگراد و بالاتر می‌رسد. این آب و هوا از ماه اکتبر تغییر می‌کند و تا فوریه ادامه می‌یابد. با این وجود آب و هوای زمستانی این ناحیه مطبوع و منجمد است. باران‌های موسمی از مه تا اکتبر می‌بارد که در اوت به اوج خود می‌رسد. فصل باران در زمستان در نوامبر اغاز شده و تا آوریل ادامه می‌یابد.

## زبان
پشتو زبان عام این منطقه است. اردو زبانی است که در اغلب مناطق کشور صحبت می‌شود. برجسته‌ترین قوم در این منطقه قوم خطک و قبایل وابسته به آن از جمله خطک صغری ، خطک بانگی خل و خطک براق می‌باشد.